# 莫干山別墅群
莫幹山別墅群位於浙江省湖州市德清縣莫干山景區境內，2005年成為浙江省文物保護單位，2006年5月，莫幹山別墅群被國務院列為第六批全國重點文物保護單位。
全国重点文物保护单位莫干山別墅群包括以下43座建筑：
第六批（23座）
- 莫干山68号（周庆云别墅）
- 莫干山72号（莫干山讲经堂，黄庙）
- 莫干山98号（新庄）
- 莫干山100号（剑庐）
- 莫干山120号（汇丰公司别墅）
- 莫干山126号（蒋抑厄别墅、皇后饭店、毛泽东下塌处）
- 莫干山140号（东方汇理银行别墅、中共浙西特委旧址）
- 莫干山215B号（莫干山疗养院、将军楼）
- 莫干山249号（杭疗8号）
- 莫干山271号（田庄、伍约翰别墅、杭疗18号）
- 莫干山375号（天主教堂）
- 莫干山376号（天主教堂神父宿舍）
- 莫干山410号（静逸别墅、张静江别墅）
- 莫干山419号（基督教堂）
- 莫干山495号
- 莫干山509号（白云山馆、黄郛别墅、蒋宋联姻及第二次国共合作谈判旧址）
- 莫干山545号（贝勒别墅）
- 莫干山546号（林海别墅、张啸林别墅）
- 莫干山550号（松月庐、币制改革会议旧址）
- 莫干山552号（敬第庐、陈叔通别墅）
- 应虚亭
- 清凉亭
- 德国坟

第七批增补（20座）
- 莫干山46号
- 莫干山62号
- 莫干山92号（颐居、华厅）
- 莫干山93号
- 莫干山94号（憩林）
- 莫干山96号（叶景葵别墅）
- 莫干山161号
- 莫干山225号
- 莫干山230号（伊文思别墅）
- 莫干山323号
- 莫干山328号（公益会别墅）
- 莫干山329号（牧师别墅）
- 莫干山363号
- 莫干山391号
- 莫干山439号（避暑会别墅）
- 莫干山482号（基督教堂）
- 莫干山511号（潘慎文别墅、黄郛别墅）
- 莫干山515号
- 莫干山547号（杜月笙别墅）
- 莫干山620号

## 外部連結
- 莫干山